# Alive (canção de Jennifer Lopez)
"Alive" é uma canção do álbum de remixes de Jennifer Lopez, J to tha L–O! The Remixes, ela também faz parte do Lado B do single "I'm Gonna Be Alright". Lançado em 2002, o single não entrou nos gráficos da Billboard Hot 100, devido ao seu lançamento limitado.

## Informações da canção
"Alive" foi escrita para a trilha sonora do filme Enough, embora a música não tenha sido incluída na trilha sonora do filme. Seguindo o tema do filme, a música descreve as lutas das mulheres que são agredidas pelos seus maridos e que são capazes de superar tudo isso.

## Faixas e formatos
| CD single |                         |         |  |
| N.º       | Título                  | Duração |  |
| 1.        | "Alive" (Remix)         | 4:20    |  |
| 2.        | "Alive" (Album Version) | 4:40    |  |

| CD-R single – Thunderpuss Remix |                                     |         |  |
| N.º                             | Título                              | Duração |  |
| 1.                              | "Alive" (Thunderpuss Radio Mix)     | 4:12    |  |
| 2.                              | "Alive" (Thunderpuss Club Mix)      | 8:51    |  |
| 3.                              | "Alive" (Thunderpuss Tribe-A-Pella) | 7:50    |  |

| CD single com "I'm Gonna Be Alright" (Track Masters Remix) |                                                           |         |  |
| N.º                                                        | Título                                                    | Duração |  |
| 1.                                                         | "I'm Gonna Be Alright" (Track Masters Remix com Nas)      | 2:52    |  |
| 2.                                                         | "I'm Gonna Be Alright" (Track Masters Remix)              | 3:14    |  |
| 3.                                                         | "I'm Gonna Be Alright" (Track Masters Remix Instrumental) | 3:14    |  |
| 4.                                                         | "Alive" (Thunderpuss Club Mix)                            | 8:51    |  |
| 5.                                                         | "Alive" (Thunderpuss Tribe-A-Pella)                       | 7:50    |  |

## Prêmios e indicações
| Ano  | Prêmiação                    | Categoria                        | Resultado |
| ---- | ---------------------------- | -------------------------------- | --------- |
| 2003 | Billboard Latin Music Awards | Single Dance Latino Mais Vendido | Venceu    |
| 2003 | DanceStar Awards             | Party 93.1 FM Melhor Remix       | Indicado  |

## Desempenho
| Tabelas musicais (2002)                       | Melhor posição |
| --------------------------------------------- | -------------- |
| Estados Unidos - Hot Dance Club Songs         | 2              |
| Estados Unidos - Hot Dance Singles Sales      | 1              |
| Estados Unidos - Adult Contemporary           | 18             |
| Estados Unidos - Latin Tropical/Salsa Airplay | 36             |